# Droga wojewódzka 119
Die Droga wojewódzka 119 (DW 119) ist eine Woiwodschaftsstraße in Polen. Sie verbindet die DK 10 in Stettin mit der DW 130 in Gorzów Wielkopolski (Landsberg an der Warthe). Sie stellt hiermit eine Alternativroute zur Schnellstraße S3 dar und war bis 2010 Teil der DK 3.
Die Straße verläuft zwischen der Woiwodschaft Westpommern in der Kreisfreien Stadt Stettin und der Woiwodschaft Lebus in der Kreisfreien Stadt Gorzów Wielkopolski. Ihre Gesamtlänge beträgt 79 Kilometer.

## Straßenverlauf
Woiwodschaft Westpommern:
Powiat Gryfiński (Kreis Greifenhagen)
- Radziszewo (Retzowsfelde) (A 6) → Kołbaskowo (Kolbitzow)/Deutschland (Bundesautobahn 11 Richtung Berlin) bzw. →  Goleniów (Gollnow) Koszalin (Köslin) – Słupsk (Stolp) – Gdynia (Gdingen) – Pruszcz Gdański (Praust) und DK 31 → Szczecin (Stettin) bzw. → Gryfino (Greifenhagen) – Kostrzyn nad Odrą (Küstrin) – Słubice (Frankfurt (Oder)-Dammvorstadt)/Deutschland (Bundesstraße 5 Richtung Berlin und Bundesstraße 87 Richtung Beeskow)
- Chlebowo (Klebow)
- Wysoka Gryfińska (Wittstock)
- Gardno (Garden) (DW 120) → Gryfino (Greifenhagen)/Deutschland (Bundesstraße 113 Richtung Tantow – Linken) bzw. → Stare Czarnowo (Neumark) – Kołbacz (Kolbatz) – Kobylanka (Kublank)